# Gmina zbiorowa Asse
Gmina zbiorowa Asse (niem. Samtgemeinde Asse) – dawna gmina zbiorowa położona w niemieckim kraju związkowym Dolna Saksonia, w powiecie Wolfenbüttel. Siedziba gminy zbiorowej znajdowała się w miejscowości Remlingen. 1 stycznia 2015 gmina zbiorowa została połączona z gminą zbiorową Schöppenstedt tworząc nową gminę zbiorową Elm-Asse.

## Podział administracyjny
Do gminy zbiorowej Asse należało siedem gmin:
1. Denkte
2. Hedeper
3. Kissenbrück
4. Remlingen
5. Roklum
6. Semmenstedt
7. Wittmar